# ديفين تاونسند
ديفين تاونسند (بالإنجليزية: Devin Townsend)‏ (و. 1972  م) هو مغني، وموسيقي، وعازف قيثارة، ومغن مؤلف، ومنتج أسطوانات، ومنتج بضائع كندي، ولد في فانكوفر، يستخدم آلات قيثارة، بدأ مشواره المهني سنة 1990.

## وصلات خارجية
- ديفين تاونسند في قاعدة بيانات الأفلام على الإنترنت